# Crescenzo D'Amore
Crescenzo D'Amore, né le 2 avril 1979 à Naples et mort le 1er décembre 2024 à Pomigliano d'Arco, est un coureur cycliste italien, champion du monde sur route juniors en 1997, puis professionnel de 2000 à 2007. Il repasse professionnel durant quatre mois en 2011 chez Androni Giocattoli après trois années d'inactivité.

## Biographie
Connu pour son titre de Champion du monde juniors remporté au sprint en 1997, Crescenzo D'Amore passe professionnel en 2000 dans l'équipe Mapei. Il remporte rapidement sa première victoire professionnelle, une étape du Tour d'Argentine, mais ne confirme pas l'année suivante, malgré plusieurs places d'honneur obtenues lors du Challenge de Majorque ou de la Course de la Paix, et fait les frais de l'arrêt de l'équipe à la fin de la saison. 
Il rejoint alors l'équipe de deuxième division italienne Cage Maglierie-Olmo, qui devient Tenax l'année suivante, avec laquelle il participe à son premier Tour d'Italie. Il s'y distingue sur la 11e étape, où il termine 3e du sprint, derrière Robbie McEwen et Alessandro Petacchi, tous deux multiples vainqueurs d'étape. Arrivé hors délais à la 14e étape, il rejoint néanmoins l'année suivante Acqua & Sapone, avec qui il réussit sa saison la plus aboutie. Troisième du Grand Prix de la côte étrusque derrière Andrus Aug et Yuriy Metlushenko dès sa première course, puis 2e du Tour de Ligurie derrière Filippo Pozzato la semaine suivante, il remporte en mars sa première victoire professionnelle sur le sol européen, lors de la 3e étape de la Semaine internationale Coppi et Bartali. Cinquième du Grand Prix de la ville de Rennes en avril, il est sélectionné pour le Tour d'Italie, où il obtient un podium au sprint dès la première étape, derrière Alessandro Petacchi et Olaf Pollack. Il obtient quelques autres places d'honneur lors de ce Giro, qu'il termine à la 123e place. 
Au cours des trois années suivantes, malgré un podium obtenu sur la 4e étape du Brixia Tour en 2006, D'Amore n'obtient plus de performances aussi remarquables. Il met fin à sa carrière après une dernière année chez OTC Doors en 2007, à 28 ans, après une grave chute. Il court ensuite en amateur en Italie tout en devenant professeur d'EPS dans un lycée. Le 20 octobre 2010, l'équipe Androni Giocattoli annonce son recrutement. Finalement fin mai 2011, il est remercié, n'arrivant pas à revenir au niveau. Il décide de reprendre son activité professionnelle.
Crescenzo D'Amore meurt le 1er décembre 2024 dans un accident de la route à Pomigliano d'Arco,.

## Palmarès

### Par années
- 1996
  -  Médaillé d'argent du championnat du monde du kilomètre juniors
- 1997
  -  Champion du monde sur route juniors
  - Deux étapes des Tre Ciclistica Bresciana
- 1999
  - Vicence-Bionde
- 2000
  - 3e étape du Tour d'Argentine
  - 3e du Poreč Trophy I
- 2004
  - 3e étape de la Semaine internationale Coppi et Bartali
  - 3e du Grand Prix de la côte étrusque
  - 2e du Tour de Ligurie

### Résultats sur le Tour d'Italie
2 participations
- 2003 : hors délais (14e étape)
- 2004 : 123e

## Distinctions
- Oscar TuttoBici des juniors : 1997